# Ilhas Nicobar

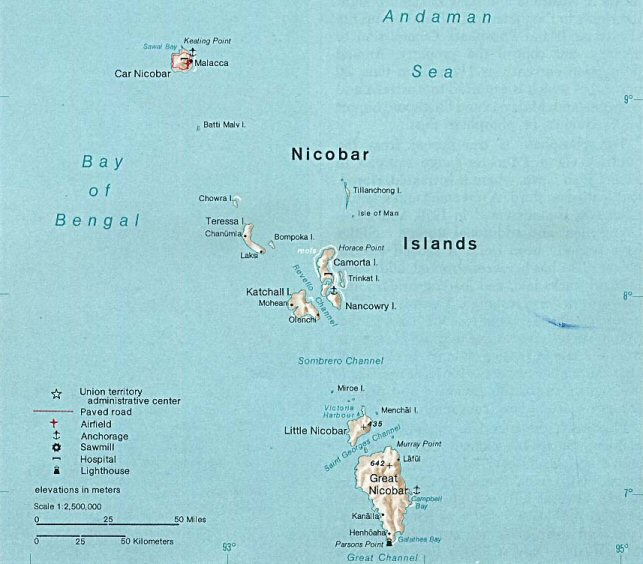
Mapa das Ilhas Nicobar

As Ilhas Nicobar são um arquipélago situado no Oceano Índico, pertencente à Índia, que compõe o território federal indiano de Andamão e Nicobar juntamente com as Ilhas Andamão. O arquipélago é composto por 22 ilhas de diversas dimensões, das quais a maior é conhecida por Grande Nicobar. Em 2001 estimava-se a população do arquipélago em cerca de 42 000 pessoas. As Ilhas Nicobar são de origem vulcânica e fazem parte de um grande arco insular com as Andamão.
Uma das espécies que vivem nesta ilha é o Pombo-de-nicobar, uma ave de plumagem azul que pode chegar a 35 centímetros de comprimento.
Em Dezembro de 2004, o arquipélago foi devastado pelo tsunami que se seguiu ao sismo do Índico de 2004.